# ГАЗ-18
ГАЗ-18 — советский двухместный автомобиль особо малого класса, работа по его созданию велась на Горьковском автомобильном заводе в 1955—1958 годах по поручению Министерства автомобильной промышленности СССР под руководством Николая Александровича Юшманова. Автомобиль в серию не пошёл, было выпущено два опытных экземпляра.
Автомобиль предназначался для эксплуатации инвалидами, таким образом будучи предложенным конструкторским коллективом завода видением альтернативы выпускавшимся в то время инвалидным мотоколяскам. Двигатель мощностью 18 л.с., представлявший собой укороченный на два цилиндра — с пропорциональным уменьшением рабочего объёма до 620 см³ — мотор от серийной модели «Москвич-402», агрегировался с трёхступенчатой автоматической коробкой передач на основе гидротрансформатора от автомобиля ГАЗ-21 — один из первых в мировой практике случаев её применения на двигателе столь малого рабочего объёма. Автоматическая трансмиссия была использована в целях облегчения управления автомобилем его основной аудиторией. Силовой агрегат имел заднее расположение для увеличения пространства салона при сохранении внешних габаритов. Привод — задний. Подвеска — независимая, торсионная, собственной разработки. Тормоза — барабанные с гидравлическим приводом.
Кузов автомобиля разрабатывался также с целью максимально комфортного расположения в салоне пассажиров при сохранении малой массы и габаритов, с учётом пожеланий и замечаний инвалидов. Макет кузова был испытан инвалидами с различными травмами и увечьями.
Из-за нехватки выделенных средств советская промышленность была не в состоянии покрыть расходы массового производства ГАЗ-18.. В 1958 году Министерство автомобильной промышленности СССР распорядилось о прекращении работ над ГАЗ-18.
Было выпущено два опытных экземпляра, один из которых был отправлен на Серпуховский мотоциклетный завод для изучения, сейчас он находится в музее Горьковского автомобильного завода. 
Второй прототип был отдан в личное пользование начальнику экспериментального цеха ГАЗа инвалиду войны Борису Борисовичу Котельникову, принимавшем участие в работе над данным автомобилем.